# Nel sole (фильм)
«Nel sole» (с итал. — «На солнце») — итальянский музыкальный фильм 1967 года режиссёра Альдо Гримальди.

## История
Название для фильма взято с хита Аль Бано с тем же именем.
На съёмках этого фильма познакомились Ромина Пауэр и Альбано, ставшие впоследствии мужем и женой и выступавшие как эстрадный дуэт.
Чтобы подчеркнуть драматизм ситуации когда Лорена обнаруживает, что Карло небогат, а работает официантом, автор музыки к фильму использует тревожный мотив из саундтрека к фильму 1965 года «Досье „Ипкресс“» композитора Джона Барри.

## Сюжет
Карло и Лорена — двое влюбленных друг в друга старшеклассников.
Карло — из бедной семьи, вынужден подрабатывать официантом, ему помогают его друзья Франко и Чиччо — водитель и дворецкий прекрасной девушки Иваны.

## В ролях
- Аль Бано — Карло Каррера
- Ромина Пауэр — Лорена Вивальди
- Линда Кристиан — Лаура Вивальди
- Франко Франки — Франко Спарапаоли
- Чиччо Инграссия — Чиччо
- Карло Джордана — Джорджо Кастелли
- Элен Шанель — Ивана Ваннуччи
- Антонелла Стени — учитель истории искусств
- Нино Таранто — профессор физики
- Мирелла Памфили — Аттилия
- Энрико Монтесано — Франческо Алессандрони
- Лоретта Годжи — Кантини
- Энцо Маджо — Джакомо
- Винченцо Крочитти — студент